# Bộ Ngoại giao (Nhật Bản)
Bộ Ngoại giao (外務省 Gaimu-shō, Ngoại vụ tỉnh) là một bộ trong Nội các Nhật Bản, có trách nhiệm quản lý quan hệ ngoại giao của Nhật Bản với các quốc gia trên thế giới.

## Lịch sử
Bộ Ngoại giao Nhật Bản được thành lập dựa theo khoản 2, Điều 3 của Đạo luật Tổ chức Chính phủ Quốc gia và Đạo luật Thành lập Bộ Ngoại giao. Theo luật, người đứng đầu bộ này là một bộ trưởng và là thành viên Nội các Nhật Bản.

## Lập ra chính sách
Theo Hiến pháp Nhật Bản, Nội các chịu trách nhiệm chủ yếu về ngoại giao và chịu giám sát toàn diện của Quốc hội Nhật Bản. Thủ tướng Nhật Bản phải báo cáo định kì về quan hệ ngoại giao lên Quốc hội, trong đó Tham Nghị viện và Chúng Nghị viện đều có ủy ban ngoại giao. Mỗi ủy ban báo cáo trong các phiên họp toàn thể của cơ quan mà ủy ban đó trực thuộc. Thỉnh thoảng các ủy ban ad hoc (tức ủy ban đặc biệt) lại được lập ra để xem xét các câu hỏi đặc biệt. Các Đại biểu Quốc hội có quyền đặt ra các câu hỏi thích đáng về chính sách cho Bộ trưởng Bộ Ngoại giao và Thủ tướng. Các điều ước với ngoại quốc cần phải được Quốc hội phê chuẩn. Với tư cách nguyên thủ quốc gia, Thiên hoàng thực hiện chức năng mang tính nghi thức là tiếp nhận đại diện ngoại giao nước ngoài và chứng thực các điều ước quốc tế đã được Quốc hội phê chuẩn.
Là người đứng đầu nhánh hành pháp và là nhân vật chủ chốt trong hệ thống chính trị, Thủ tướng Nhật Bản là người ra quyết định sau cùng về các chính sách đối ngoại lớn. Bộ trưởng Bộ Ngoại giao đóng vai trò cố vấn chủ chốt cho Thủ tướng trong các vấn đề lập kế hoạch và thi hành. Bộ trưởng có hai Thứ trưởng giúp việc: một Thứ trưởng phụ trách quản trị và một Thứ trưởng phụ trách liên lạc với Quốc hội. Các vị trí quan trọng khác trong Bộ Ngoại giao là quốc vụ khanh và các giám đốc.
Nhân viên Bộ Ngoại giao là những nhân vật ưu tú được tuyển lựa qua kì thi đầy cạnh tranh và sau đó được huấn luyện bởi Viện Đào tạo của Bộ Ngoại giao. Việc xử lý các vấn đề chính sách đối ngoại cụ thể thường được phân chia giữa các vụ căn cứ theo địa lý và chức năng nhằm giảm tối đa sự chồng chéo và cạnh tranh. Nói chung, các vấn đề song phương được giao cho các vụ địa lý còn các vấn đề đa phương thì giao cho các vụ chức năng. Vụ Điều ước có nhiều trách nhiệm và có xu hướng tham gia vào rất nhiều vấn đề.
Vào thời kỳ Minh Trị và Chiến tranh thế giới thứ hai, nghề ngoại giao có uy tín xã hội cao và được xem là thuộc về tầng lớp thượng lưu. Ngoài việc phải có bằng cấp chính thức thì các tiêu chuẩn để vào Bộ Ngoại giao thời kì này là nguồn gốc xuất thân, các mối giao thiệp gia đình và phải là tốt nghiệp từ  Đại học Đế quốc Tokyo (nay là Đại học Tokyo). Sau Chiến tranh thế giới thứ hai, các đòi hỏi này cũng thay đổi như một phần của các biện pháp cải cách dân chủ, song nghề ngoại giao vẫn là nghề được trọng vọng. Đa số các viên chức ngoại giao đều đã vượt qua kì thi tuyển viên chức ngoại giao cấp cao sau chiến tranh trước khi bước chân vào ngành. Đa số họ đã tốt nghiệp khoa Luật uy tín của Đại học Tokyo. Hầu như tất cả những người được chọn bổ nhiệm làm đại sứ từ thập niên 1950 đều là những nhà ngoại giao từng trải.
Ngoại giao tại nước Nhật hậu chiến không bị độc quyền bởi Bộ Ngoại giao. Do tầm quan trọng hơn bất cứ thứ nào khác của kinh tế đối với ngoại giao nên Bộ Ngoại giao hợp tác chặt chẽ với Bộ Tài chính trong các vấn đề hải quan, thuế, tài chính quốc tế và viện trợ nước ngoài. Bộ cũng hợp tác với Bộ Thương mại Quốc tế và Công nghiệp về vấn đề xuất nhập khẩu và hợp tác với Bộ Nông Lâm Ngư nghiệp về vấn đề nhập khẩu nông sản và quyền đánh bắt cá.

## Các nhánh chính
- Văn phòng Bộ trưởng
- Trưởng Lễ tân
- Thư ký báo chí/Tổng giám đốc Báo chí và Quan hệ công chúng
- Ban Ngoại giao Công chúng
- Vụ Chính sách Đối ngoại
- Ban Giải trừ quân bị và Khoa học
- Vụ châu Á và châu Đại Dương
- Ban Các vấn đề Đông Nam Á và Tây Nam Á
- Vụ Các vấn đề Bắc Mỹ
- Vụ Các vấn đề Mỹ Latinh và Caribe
- Vụ Các vấn đề châu Âu
- Vụ Các vấn đề Trung Đông và châu Phi
- Tổng Giám đốc Các vấn đề Hạ Sahara châu Phi
- Vụ Các vấn đề Kinh tế
- Vụ Hợp tác Quốc tế
- Tổng Giám đốc Các vấn đề Toàn cầu
- Vụ Các vấn đề Pháp lý Quốc tế
- Vụ Các vấn đề Lãnh sự
- Ban Tình báo và Phân tích
- Viện Đào tạo Ngoại giao